# Хигаси-Канагава (станция)
Станция Хигаси-Канагава (яп. 東神奈川駅 хигаси канагава эки) — железнодорожная станция на линиях Кэйхин-Тохоку Иокогама и расположенная в городе Иокогама префектуры Канагава. Станция была открыта 23-го сентября 1908 года. Для линии Иокогама данная станция является конечной. На станции установлены автоматические платформенные ворота.

## История
Открытая в 1908 году станция использовалась как остановка на государственной линии Токайдо и частной линии Иокогама, которая соединяла станции Иокогама и Хатиодзи. 10-го декабря 1911 года было введено  в строй ответвление для грузовых перевозок до станции Умиканагава. Составы компании «Keihin Electric Train»(предшественницы нынешней линии Кэйхин-Тохоку) стали проходить через станцию с 20-го декабря 1914 года. 1-го октября 1917 года была национализирована линия Иокогама. Станция была полностью разрушена в 1945 году в результате бомбардировки, но вскоре после окончания войны восстановлена. Грузовое сообщение через станцию было упразднено в 1959 году, 1984 году было упразднено почтовое сообщение.

## Планировка станции
Два платформы островного типа, соединённые между собой надземным переходом и 4 пути.
| 1 | ■Линия Кэйхин-Тохоку | Иокогама ・ Исого ・ Офуна            |
| 2 | ■Линия Кэйхин-Тохоку | Иокогама ・ Исого ・ Офуна            |
| 2 | ■Линия Иокогама      | Син-Иокогама ・ Матида ・ Хатиодзи    |
| 3 | ■Линия Иокогама      | Син-Иокогама ・ Матида ・ Хатиодзи    |
| 4 | ■Линия Кэйхин-Тохоку | Кавасаки ・ Синагава ・ Токио ・ Омия |

## Близлежащие станции
| «                   |                     | Линия               |                     | »                   |
| Линия Кэйхин-Тохоку | Линия Кэйхин-Тохоку | Линия Кэйхин-Тохоку | Линия Кэйхин-Тохоку | Линия Кэйхин-Тохоку |
| ------------------- | ------------------- | ------------------- | ------------------- | ------------------- |
| Син-Коясу           | Син-Коясу           | Local               | Иокогама            | Иокогама            |
| Син-Коясу           | Син-Коясу           | Rapid               | Иокогама            | Иокогама            |
| Линия Иокогама      |                     |                     |                     |                     |
| Иокогама            | Иокогама            | Local               | Огути               | Огути               |
| Иокогама            | Иокогама            | Rapid               | Кикуна              | Кикуна              |